# Liste der Stadtpräsidenten von Winterthur
Die Liste der Stadtpräsidenten von Winterthur bietet einen Überblick über die Stadtoberhäupter Winterthurs von 1798 bis heute. In der Zeit vor der französischen Revolution standen Schultheissen an der Spitze der Stadt. Der erste Stadtpräsident Winterthurs, Christoph Ziegler, war zuvor bereits Schultheiss der Stadt. Der erste Präsident, der als Oberhaupt einer mehrköpfigen Exekutive gewählt wurde, war Johann Rudolf Sulzer.
Seine Büros hatte der Stadtpräsident früher im Stadthaus, seit der Fertigstellung des Superblocks im Sulzer-Areal 2015 hat auch der Stadtpräsident seine Büros dort.

## Stadtpräsidenten

### Erklärungen der Titel
- Amtsantritt: Jahr des Amtsantritts des Präsidenten. Alle Präsidenten walteten bis zum Amtsbeginnjahr des nächsten Präsidenten
- Person: Name des Politikers
- Partei: Parteizugehörigkeit
- Geb.: Geburtsjahr
- Gest.: Todesjahr
- Bemerkungen: Bemerkungen zur Person oder Amtszeit

### Parteiabkürzungen
- DP: Demokratische Partei / Demokratische Bewegung
- FDP: Freisinnig-Demokratische Partei
- LP: Liberale Partei
- SP: Sozialdemokratische Partei
- CVP: Christlichdemokratische Volkspartei
- Mitte: Die Mitte

### Liste
| Amtsdauer | Bild                      | Person                  | Partei         | Geb. | Gest. | Bemerkungen                                                                           |
| --------- | ------------------------- | ----------------------- | -------------- | ---- | ----- | ------------------------------------------------------------------------------------- |
| 1798–1799 |                           | Christoph Ziegler       |                | 1734 | 1808  | Ziegler war bereits zuvor Schultheiss der Stadt.                                      |
| 1799–1801 |                           | Johann Heinrich Steiner |                | 1747 | 1827  |                                                                                       |
| 1801–1803 |                           | Christoph Ziegler       |                | 1734 | 1808  |                                                                                       |
| 1803–1805 |                           | Johann Rudolf Sulzer    |                | 1749 | 1828  | Rufname «Jeannot». Als erster Stadtpräsident der neuen Regierung gewählt.             |
| 1805–1821 |                           | Johann Heinrich Steiner |                | 1747 | 1827  |                                                                                       |
| 1821–1823 |                           | Johann Rudolf Sulzer    |                | 1749 | 1828  | Rufname «Jeannot».                                                                    |
| 1823–1824 |                           | Johann Georg Blum       |                | 1768 | 1824  |                                                                                       |
| 1824–1851 |                           | Anton Künzli            |                | 1771 | 1852  | auch Antonius Künzli genannt                                                          |
| 1851–1858 |                           | Karl Eduard Steiner     |                | 1803 | 1870  |                                                                                       |
| 1858–1873 |                           | Johann Jakob Sulzer     | DP             | 1821 | 1897  | Er war ein führender Kopf der Ecole de Winterthour und Gegner von Alfred Escher       |
| 1873–1875 |                           | Theodor Ziegler         | DP             | 1832 | 1917  |                                                                                       |
| 1875–1877 |                           | Salomon Bleuler         | DP             | 1829 | 1886  |                                                                                       |
| 1877–1878 |                           | Albert Weinmann         | DP             | 1829 | 1882  | Weinmann trat infolge des Nationalbahn-Debakels zurück                                |
| 1878–1879 |                           | Johann Jakob Spiller    | LP             | 1823 | 1894  |                                                                                       |
| 1879–1911 | Portrait Rudolf Geilinger | Rudolf Geilinger        | DP             | 1848 | 1911  | Rudolf Geilinger war mit 32 Jahren der am längsten im Amt verweilende Stadtpräsident. |
| 1911–1930 |                           | Hans Sträuli            | DP             | 1862 | 1938  |                                                                                       |
| 1930–1939 |                           | Hans Widmer             | DP             | 1889 | 1939  |                                                                                       |
| 1939–1966 |                           | Hans Rüegg              | DP             | 1902 | 1972  |                                                                                       |
| 1966–1990 |                           | Urs Widmer              | DP             | 1927 | 2018  |                                                                                       |
| 1990–2002 |                           | Martin Haas             | FDP            | 1935 | 2019  |                                                                                       |
| 2002–2012 |                           | Ernst Wohlwend          | SP             | 1947 |       |                                                                                       |
| 2012–     |                           | Michael Künzle          | Mitte bzw. CVP | 1965 |       |                                                                                       |